# William Beauclerk, IX duca di St. Albans
William Aubrey Beauclerk, IX duca di St. Albans (24 marzo 1801 – Londra, 27 maggio 1849), è stato un nobile inglese.

## Biografia
Era il figlio di William Beauclerk, VIII duca di St. Albans, e della sua seconda moglie, Mary Janetta Nelthorpe. I suoi nonni paterni erano Lady Catherine Ponsonby e Aubrey Beauclerk, V duca di St. Albans. Sua madre era l'unica figlia ed erede di John Nelthorpe di Little Grimsby Hall (ex High Sheriff of Lincolnshire).
Era un membro del Marylebone Cricket Club.

## Matrimoni

### Primo Matrimonio
Sposò, il 16 giugno 1827, Harriet Mellon (1777-1837), figlia di Matthew Mellon e vedova del banchiere Thomas Coutts, dalla quale non ebbe figli. Alla sua morte lasciò la sua fortuna alla nipote adottiva, che cambiò il suo cognome in Angela Burdett-Coutts.

### Secondo Matrimonio
Si risposò, il 29 maggio 1839, con Catherine Elizabeth Gubbins (1818–1893), figlia del maggiore generale Joseph Gubbins. Ebbero tre figli:
- William Beauclerk, X duca di St. Albans (1840-1898)[5];
- Lady Diana Beauclerk (10 dicembre 1842-1 aprile 1905), sposò Sir John Huddleston[6][7], non ebbero figli;
- Lady Charlotte Beauclerk (1849-?)[1].

## Morte
Morì il 27 maggio 1849 a Londra. Dopo la sua morte, la sua vedova si risposò, come seconda moglie, Lucius Cary, X visconte di Falkland (ex governatore della Nuova Scozia e di Bombay)

## Ascendenza
|                                            |                    |                                           | Genitori                                  |  |  | Nonni |  |  | Bisnonni                      |  |  | Trisnonni                               |  |
|                                            |                    |                                           |                                           |  |  |       |  |  | Vere Beauclerk, I barone Vere |  |  | Charles Beauclerk, I duca di St. Albans |  |
|                                            |                    |                                           |                                           |  |  |       |  |  | Vere Beauclerk, I barone Vere |  |  | Charles Beauclerk, I duca di St. Albans |  |
|                                            |                    | Diana de Vere                             |                                           |  |  |       |  |  | Vere Beauclerk, I barone Vere |  |  |                                         |  |
| Aubrey Beauclerk, V duca di St. Albans     |                    |                                           |                                           |  |  |       |  |  | Vere Beauclerk, I barone Vere |  |  |                                         |  |
|                                            |                    | Mary Chambers                             | Thomas Chambers                           |  |  |       |  |  |                               |  |  |                                         |  |
|                                            |                    | Mary Chambers                             | Thomas Chambers                           |  |  |       |  |  |                               |  |  |                                         |  |
|                                            |                    | Mary Chambers                             | Mary Berkeley                             |  |  |       |  |  |                               |  |  |                                         |  |
| William Beauclerk, VIII duca di St. Albans |                    | Mary Chambers                             |                                           |  |  |       |  |  |                               |  |  |                                         |  |
|                                            |                    | William Ponsonby, II conte di Bessborough | Brabazon Ponsonby, I conte di Bessborough |  |  |       |  |  |                               |  |  |                                         |  |
|                                            |                    | William Ponsonby, II conte di Bessborough | Brabazon Ponsonby, I conte di Bessborough |  |  |       |  |  |                               |  |  |                                         |  |
|                                            |                    | William Ponsonby, II conte di Bessborough | Sarah Margetson                           |  |  |       |  |  |                               |  |  |                                         |  |
| Catherine Ponsonby                         |                    | William Ponsonby, II conte di Bessborough |                                           |  |  |       |  |  |                               |  |  |                                         |  |
|                                            |                    | Caroline Cavendish                        | William Cavendish, III duca di Devonshire |  |  |       |  |  |                               |  |  |                                         |  |
|                                            |                    | Caroline Cavendish                        | William Cavendish, III duca di Devonshire |  |  |       |  |  |                               |  |  |                                         |  |
|                                            |                    | Caroline Cavendish                        | Catherine Hoskins                         |  |  |       |  |  |                               |  |  |                                         |  |
| William Beauclerk, IX duca di St. Albans   |                    | Caroline Cavendish                        |                                           |  |  |       |  |  |                               |  |  |                                         |  |
|                                            | Griffith Nelthorpe | James Nelthorpe                           |                                           |  |  |       |  |  |                               |  |  |                                         |  |
|                                            | Griffith Nelthorpe | James Nelthorpe                           |                                           |  |  |       |  |  |                               |  |  |                                         |  |
|                                            | Griffith Nelthorpe | Frances Whichcote                         |                                           |  |  |       |  |  |                               |  |  |                                         |  |
| John Nelthorpe                             | Griffith Nelthorpe |                                           |                                           |  |  |       |  |  |                               |  |  |                                         |  |
|                                            |                    | Mary Nelthorpe                            | John Nelthorpe                            |  |  |       |  |  |                               |  |  |                                         |  |
|                                            |                    | Mary Nelthorpe                            | John Nelthorpe                            |  |  |       |  |  |                               |  |  |                                         |  |
|                                            |                    | Mary Nelthorpe                            | Mary Gibbs                                |  |  |       |  |  |                               |  |  |                                         |  |
| Mary Janetta Nelthorpe                     |                    | Mary Nelthorpe                            |                                           |  |  |       |  |  |                               |  |  |                                         |  |
|                                            |                    | Robert Cracroft                           | Robert Cracroft                           |  |  |       |  |  |                               |  |  |                                         |  |
|                                            |                    | Robert Cracroft                           | Robert Cracroft                           |  |  |       |  |  |                               |  |  |                                         |  |
|                                            |                    | Robert Cracroft                           | Grace Baxter                              |  |  |       |  |  |                               |  |  |                                         |  |
| Mary Cracroft                              |                    | Robert Cracroft                           |                                           |  |  |       |  |  |                               |  |  |                                         |  |
|                                            |                    | Anne Browne                               | Martin Browne                             |  |  |       |  |  |                               |  |  |                                         |  |
|                                            |                    | Anne Browne                               | Martin Browne                             |  |  |       |  |  |                               |  |  |                                         |  |
|                                            |                    | Anne Browne                               | …                                         |  |  |       |  |  |                               |  |  |                                         |  |
|                                            |                    | Anne Browne                               |                                           |  |  |       |  |  |                               |  |  |                                         |  |